# John Doerr
John Doerr, né le 29 juin 1951 à Saint-Louis (Missouri), est un investisseur américain en capital risque travaillant à la Kleiner Perkins Caufield & Byers (en) en Californie. Sa fortune est estimée à 12,9 milliards de dollars, et il occupe la 190e place dans la liste des hommes les plus riches au monde selon Forbes Magazine.

## Biographie
John Doerr est né à Saint-Louis (Missouri) aux États-Unis, dans une famille qui comptera cinq enfants. Il a obtenu un baccalauréat en sciences, un master en génie électrique à l'université Rice et un Master of Business Administration de la prestigieuse université Harvard en 1976.
Il a rejoint Intel Corporation en 1974 alors sur l'élaboration du processeur 8080. Il est devenu l'un des vendeurs les plus performants de l'entreprise. Il est également titulaire de plusieurs brevets relatifs à des dispositifs de mémoire.
Il a rejoint Kleiner Perkins Caufield & Byers en 1980, et réalise le financement de capital-risque à certaines des entreprises technologiques les plus prospères au monde, dont Compaq, Netscape, Symantec, Sun Microsystems, Amazon.com, Intuit, et Google, ainsi que Friendster, et d'autres.
Il siège actuellement au sein du conseil d'administration de grandes entreprises américaines, dont celui de Google, et investira beaucoup dans le domaine des nouvelles technologies et de la santé. Son succès dans le capital-risque l'a rendu célèbre est considéré comme l'un des investisseurs en capital-risque les plus importants au monde pour le domaine de la technologie. Aujourd'hui, Doerr reste l'une des personnalités les plus influentes de la Silicon Valley.
John Doerr milite activement pour l'innovation dans les technologies liées à l'énergie propre afin de lutter contre le réchauffement climatique.
Il fait partie des signataires à la campagne The Giving Pledge lancée par Bill Gates et Warren Buffett.
En juin 2022 il effectue avec son épouse Ann un don exceptionnel de 1,1 milliard de dollars à l’Université Stanford pour la création d’une nouvelle école qui doit ouvrir ses portes à l’automne 2022 sous le nom de Stanford Doerr School of Sustainability, afin d’adresser les défis urgents de développement durable.  A cette date il s’agit du don le plus important de l’histoire de l’université.